# ПРП-4
Рухомий розвідувальний пункт ПРП-4 «Нард» (індекс ГРАУ — 1В121, позначення ГБТУ — «Об'єкт 779») — радянський та російський рухомий розвідувальний пункт призначений для ведення розвідки нерухомих і рухомих наземних та таких, що низько летять, цілей, а також забезпечення стрільби наземної артилерії вдень і вночі в будь-яких метеорологічних умовах при температурі навколишнього повітря від -40 ° C до + 40 ° C на висоті до 3000 м над рівнем моря. ПРП-4 був розроблений на основі ПРП-3 у Челябінську конструкторським бюро під керівництвом Вершинського В. Л. на базі шасі БМП-1 і мав позначення «Об'єкт 779».

## Конструкція ПРП

### Будова
ПРП-4 «Нард» розроблявся на базі попередньої моделі рухомого розвідувального пункту ПРП-3 «Вал», який базувався на шасі БМП-1 і мав відділення управління, моторно-трансмісійне відділення, бойове і кормове відділення. Бойова обслуга ПРП складається з командира ПРП і оператора-розвідника, розташованих у двомісній башті, радіотелефоніста, який перебуває в кормовому відділенні і оператора-обчислювача. Всі члени бойової обслуги мають свої люки для входу і виходу зверху машини. У разі необхідності є вихід обслуги через ліві двері в кормі машини.
До спеціального обладнання машини належали: радіолокаційна станція виявлення рухомих наземних цілей ПСНР-5к «Кредо-М» (1РЛ133-1), лазерний далекомір ДАК-2М-1 (1Д11М-1), тепловізійний приціл 1ПН59, курсопрокладач КП-4 (1В44), перископічний візир ТВ-240 (1ОП79), гірокомпас 1Г25-1, гіропоказчик 1Г13М і нічний прилад спостереження 1ПН61 «Печеніг». Для обладнання додаткового виносного спостережного пункту до машини додавалися радіостанція Р-108, два телефонних апарати ТА-57, бусоль і стереодалекомір. Для живлення апаратури на стоянці, в герметичному відсіку кормової частини машини розміщувалося автономне джерело електроживлення. Засоби зв'язку — дві радіостанції Р-173 і ТПУ Р-124 на 5 абонентів, автоматичний приймач команд 1А30М.
Крім того, ПРП оснащувався термодимовою апаратурою для постановки димових завіс ТДА. На відміну від ПРП-3 пускова установка освітлювальних снарядів відсутня.

### Озброєння
Як основне озброєння на ПРП-4 «Нард» використовувався 7,62-мм кулемет ПКТ. Боєкомплект становив 1000 набоїв.

## Галерея

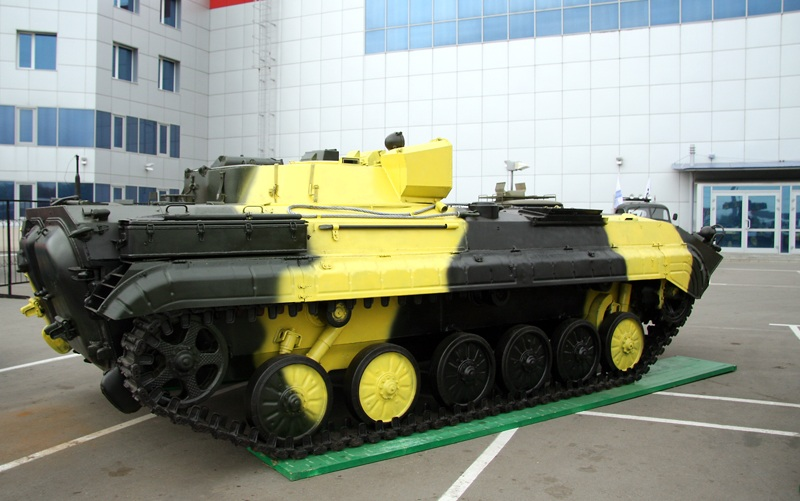
ПРП-4М
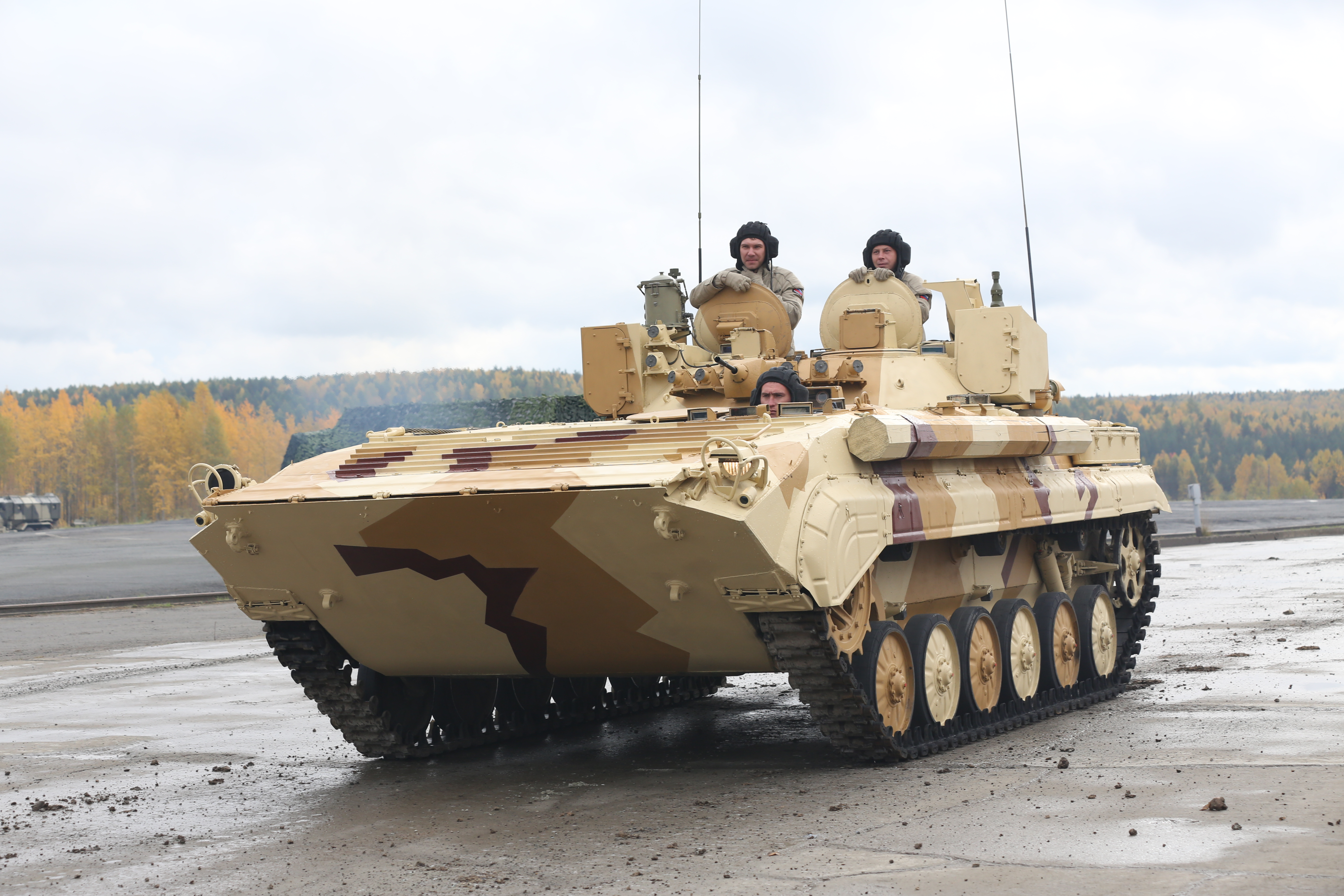
ПРП-4А
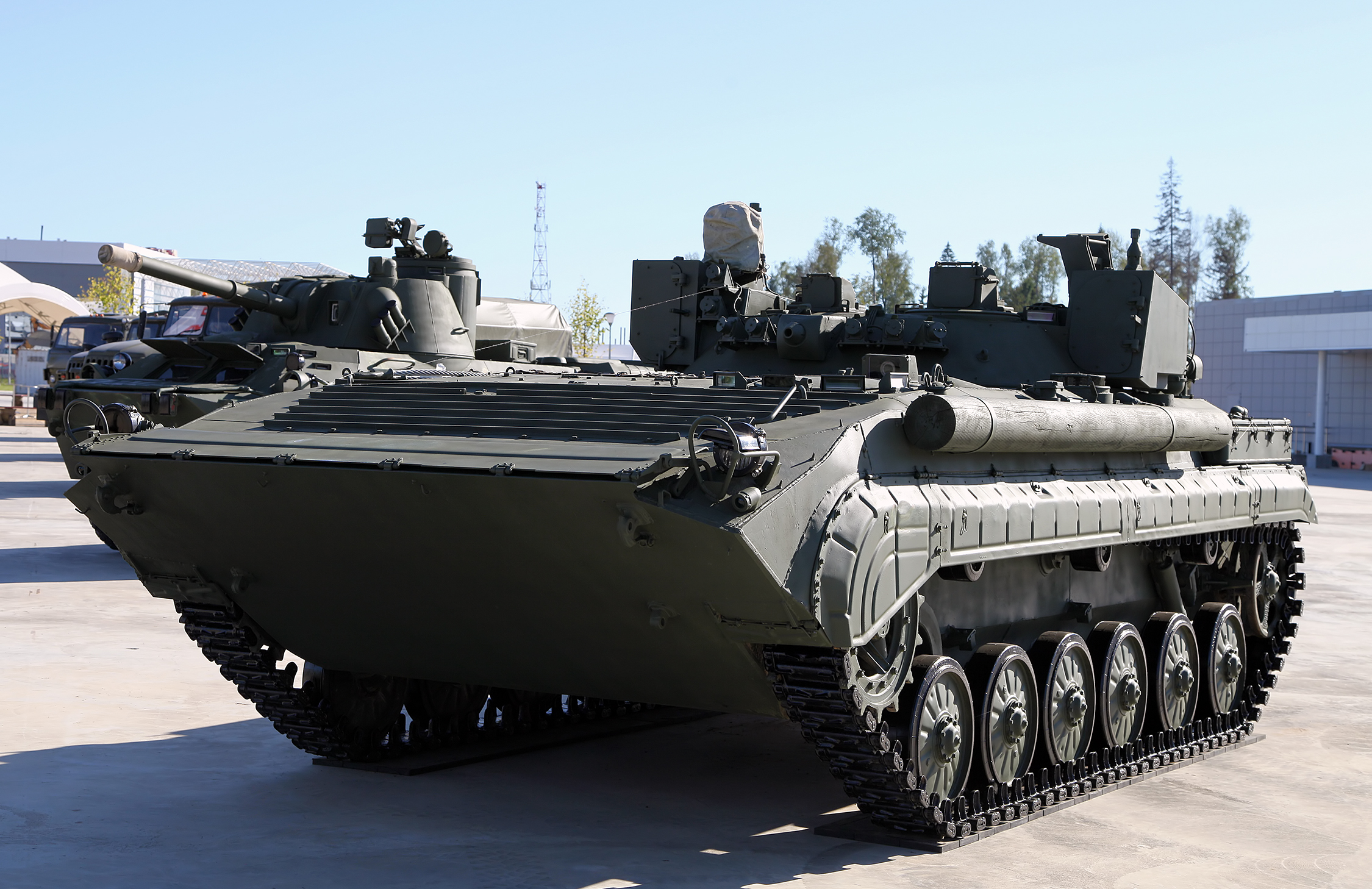
ПРП-4А
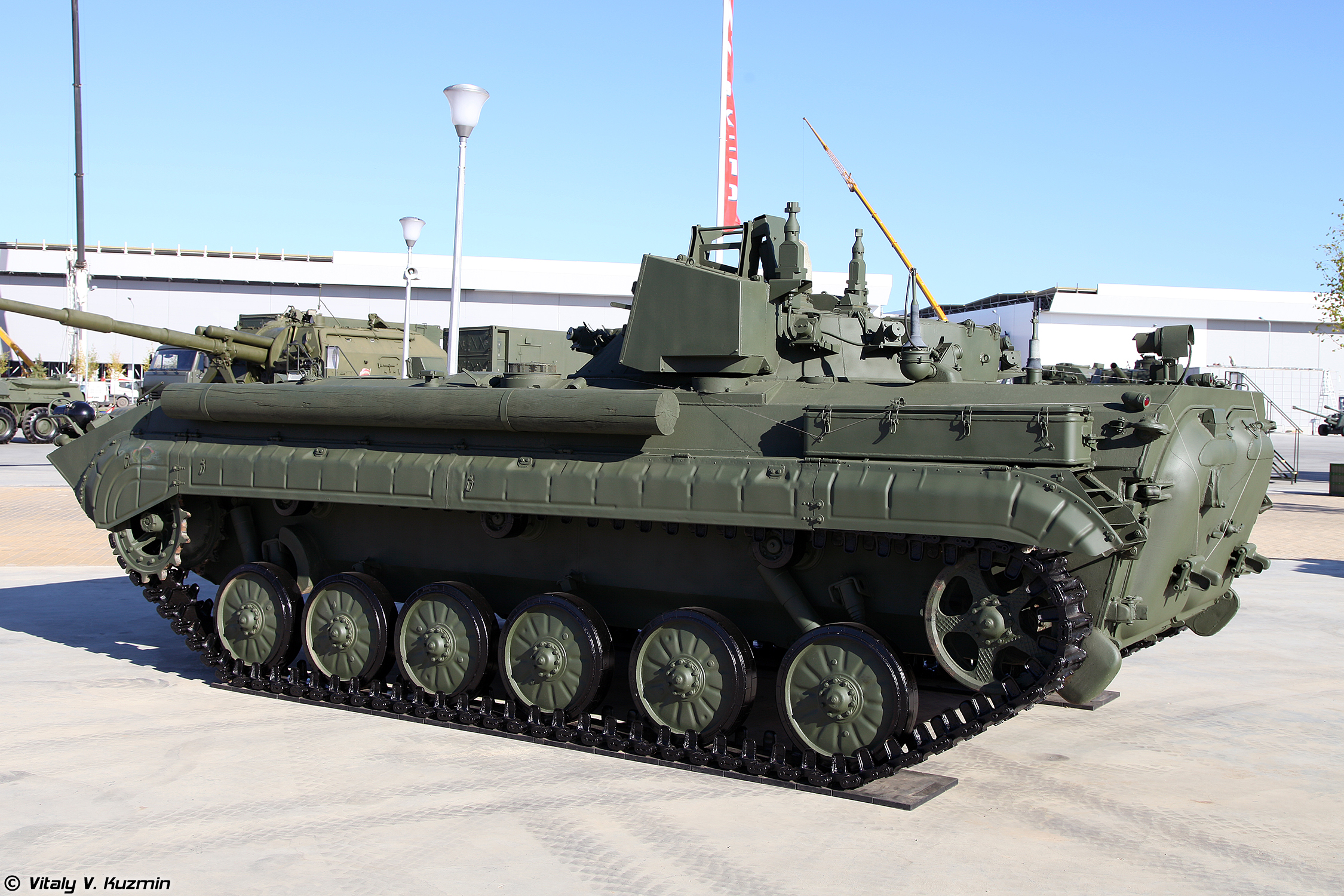
ПРП-4А